# Haidhof
Haidhof is een plaats in de Duitse gemeente Gräfenberg, deelstaat Beieren, en telt 93 inwoners (2007).